# David Dinkins
David Norman Dinkins (Trenton, 10 luglio 1927 – New York, 23 novembre 2020) è stato un politico statunitense, celebre per essere stato il primo sindaco afro-americano di New York dal 1990 al 1993.

## Biografia
Nato e cresciuto nella cittadina di Trenton (New Jersey), fu allevato da sua madre e dalla nonna, poiché il padre si era allontanato dalla famiglia dopo aver divorziato (all'epoca Dinkins aveva solo sette anni). Dopo aver studiato alla Trenton Central High School, dove si diplomò con il massimo dei voti nel 1945, cercò di arruolarsi nel corpo dei Marines ma vi fu escluso per motivi razziali, in quanto la quota annuale prevista per la gente di colore era stata già raggiunta. Fu così che optò per arruolarsi nell'Esercito degli Stati Uniti dove prestò servizio per un breve periodo, dopo il quale venne finalmente ammesso nei Marines, combattendo così al fronte durante la seconda guerra mondiale.
Dinkins si laureò alla Howard University, un'università privata di Washington, in matematica con il massimo dei voti nel 1950, e fu membro della confraternita Alpha Phi Alpha, la più antica confraternita di studenti di colore. Ampliò ulteriormente la sua formazione presso la celebre Brooklyn Law School, nella quale si è laureato in legge nel 1956, iniziando così a intraprendere la carriera legale che ha continuato a professare fino al 1975.
Ha iniziato la sua carriera politica entrando nello schieramento del Partito Democratico, nel distretto di Harlem, dando vita ad un importante gruppo di influenti personaggi di colore, che comprendevano nomi come Percy Sutton, Basil Paterson, Denny Farrell, e Charles B. Rangel. Nel 1971 Dinkins diede vita, insieme ad altri investitori afroamericani, alla fondazione Inner City Broadcasting Corporation, un'importante stazione radio che ha lo scopo di promuovere l'integrazione razziale nella città di New York. Eletto nell'Assemblea dello Stato di New York nel 1966 promosse un importante programma noto come Search for Education, Elevation and Knowledge (SEEK) per l'accesso allo studio di soggetti appartenenti alle classi più disagiate.
Dopo essere stato proposto dal sindaco Abraham Beame alla carica di vicesindaco non fu tuttavia mai investito ufficialmente per questa carica, ma la sua carriera politica era ormai avviata e nel 1985, Dinkins venne eletto alla carica di Presidente del Quartiere di Manhattan. Questa carica fu il trampolino di lancio per la sua candidatura a Sindaco di New York, carica che ottenne dopo aver sconfitto gli altri candidati democratici, tra i quali il precedente Sindaco Ed Koch. Il 1º gennaio 1990 dopo aver sconfitto di strettissima misura l'agguerrito Rudolph Giuliani, Dinkins è diventato il primo sindaco di New York di colore.

### Sindaco di New York
L'avvento di Dinkins alla carica di sindaco fece ben sperare le minoranze etniche newyorchesi, che vedevano in questa elezione la possibilità concreta di smorzare i toni dei conflitti razziali. A questa aspettativa Dinkins cercò di rispondere facendo appello al generoso mosaico delle diverse comunità cittadine. Tuttavia Dinkins dovette affrontare gravi questioni relative alle tensioni razziali, come i terribili tumulti scoppiati nel sobborgo di Crown Heights nel 1991, e con gli episodi di discriminazione razziale scoppiati durante il boicottaggio delle attività commerciali coreane nella zona di Flatbush.
La sua scarsa incidenza nel risolvere con fermezza questi episodi gli fece guadagnare la critica di essere un boicottatore delle attività di indagine e di repressione della polizia newyorchese, accuse a cui rispose iniziando una campagna di reclutamento per incrementare le file delle forze dell'ordine. L'accusa di essere poco incisivo si riflesse anche per quanto riguardava l'incapacità di risolvere l'ingente deficit finanziario di New York, valutabile intorno ai 500 milioni di dollari, che Dinkins cercò di combattere innalzando le tasse cittadine, con l'unico risultato di far perdere circa 300.000 posti di lavoro nel settore privato. L'aumento del prezzo del greggio e un'ulteriore flessione economica a livello nazionale portarono la città di New York, nel 1991, nell'impossibilità di pagare i suoi stessi dipendenti.
Il persistere di questi problemi portò alla sconfitta nelle elezioni a sindaco nel 1993 a favore del candidato repubblicano Rudolph Giuliani.
Dal 1994, Dinkins fu professore presso la Facoltà di Affari internazionali e pubblici della Columbia University School of International and Public Affairs. Dal 1995, la Columbia ospitò l'annuale forum di leadership e politiche pubbliche di David N. Dinkins. I relatori del forum hanno incluso importanti personalità di New York e leader nazionali come Al Gore, Hillary Clinton, Michael Bloomberg, Kirsten Gillibrand e Charles Rangel.
Dal 1994 al 2014 fu protagonista del programma radiofonico Il dialogo con Dinkins, andato in onda alla radio WLIB a New York City.
Sebbene non abbia tentato di ritornare alla politica, Dinkins rimase in qualche modo attivo nel settore appoggiando vari candidati democratici nella corsa a sindaco di New York: Mark J. Green nel 2001, Fernando Ferrer nel 2005, Bill Thompson nel 2009 e Bill de Blasio nel 2013. Durante le primarie presidenziali democratiche del 2004, Dinkins promosse attivamente la campagna per Wesley Clark mentre nella campagna per la nomina presidenziale democratica del 2008 egli fu eletto delegato di New York per Hillary Clinton.

## Vita privata
Sposato con Joyce Burrows, ebbe due figli. La coppia faceva parte della Chiesa dell'Intercessione a New York City.

## Opere
- David N. Dinkins, Peter Knobler, A Mayor's Life: Governing New York's Gorgeous Mosaic, New York, PublicAffairs Books, 2013 ISBN 9781610393010